# ريكي اولسن
ريكي اولسن (بالدنماركية: Ricki Olsen)‏ هو لاعب كرة قدم دنماركي في مركز الوسط، ولد في 21 أكتوبر 1988 في Hundige ‏ في الدنمارك. شارك مع منتخب الدنمارك تحت 21 سنة لكرة القدم. أما مع النوادي، فقد لعب مع إف سي هيلسينجور ونادي بروندبي ونادي راندرس ونادي فيبورج ونادي نايستفيد.